# Bryum posthumum
Bryum posthumum är en bladmossart som beskrevs av C. Müller 1897. Bryum posthumum ingår i släktet bryummossor, och familjen Bryaceae. Inga underarter finns listade i Catalogue of Life.